# The High Fall
The High Fall is een vrije val in het Duitse attractiepark Movie Park Germany. The High Fall is gebouwd in 2002 door de Zwitserse attractiebouwer Intamin. De vrije val ligt in het themagebied 'The Old West'. Om in de attractie te mogen moet de persoon een lengte hebben van minimaal 145 centimeter en een minimale leeftijd van tien jaar.
The High Fall is 61 meter hoog en haalt een maximale snelheid van 90 kilometer per uur. De capaciteit van The High Fall is dertig personen en 1070 personen per uur. Wanneer de gondel naar beneden valt, worden automatisch de stoelen een stukje naar voren gebogen om het valeffect bij de bezoekers te vergroten.
Lijst van attracties in Movie Park Germany · Police Academy Stunt Show · afbeeldingen
Huidige attracties: Avatar Air Glider ·
Backyardigans Mission to Mars · The Bandit · Bermuda Triangle - Alien Encounter · Crazy Surfer · Dora's Big River Adventure · Fairy World Spin ·
Ghost Chasers · Jimmy Neutron's Atomic Flyer · MP Xpress · Excalibur - Secrets of the Dark Forest · NYC Transformer · Roxy · Side Kick · SpongeBob Splash Bash · Star Trek: Operation Enterprise · The High Fall · The Lost Temple · Time Riders · Van Helsing's Factory
Voormalige attracties: Batman Adventure · Cop Car Chase · Danny Phantom Ghost Zone · Gremlins Invasion · Ice Age Adventure · Josie's Bath House · Looney Tunes Adventure · Studio Tour · Unendliche Geschichte · Mystery River
Themagebieden: Federation Plaza · Hollywood Street Set · Nickland · Santa Monica Pier · Streets of New York · The Old West